# Мар'ян Спихальський
Ма́р'ян Спиха́льський (пол. Marian Spychalski, підпільний псевдонім — Марек, 6 грудня 1906 — 7 червня 1980) — польський військовий, державний і комуністичний діяч, маршал Польщі.

## Біографія

### Довоєнний період
Народився в Лодзі, що була тоді повітовим містом в Петроковської губернії Російської імперії, в багатодітній сім'ї робітника лодзинської фабрики Юзефа Спихальського, який був членом партії ППС — революційна фракція, і Францішки Лешкевич.
З 1929 року член Спілки незалежної соціалістичної молоді «Життя». У 1931 році закінчив Варшавський політехнічний інститут і в тому ж році вступив до Комуністичної партії Польщі. Багато працював архітектором в Варшаві і в Познані, за його проектами побудовані будівлі кількох шкіл і гімназій, будинок військового суду в Варшаві, церква на одному з варшавських кладовищ. У 1937 році отримав Гран-Прі на міжнародній виставці в Парижі. З 1935 року — генеральний директор Департаменту громадських будівель Варшави.

### Друга світова війна
Після окупації нацистською Німеччиною території Польщі активно включився в Рух Опору в складі комуністичного крила. Будучи давнім і близьким соратником Владислава Гомулки, став одним з підпільних комуністичних керівників у Варшаві. У 1942 році — один з творців Гвардії Людової, в січні 1944 року переформована в Армію Людову. З січня 1944 року — заступник начальника Головного штабу Армії Людової, начальник управління інформації в Головному штабі.
У липні 1944 року вийшов на територію, звільнену Червоною Армією і призначений начальником Головного штабу Війська Польського. Однак оскільки Спихальський не мав військової освіти і досвіду бойових дій, він не міг принести значної користі на цій посаді, коли основним завданням Війська Польського стали не партизанські операції, а широкомасштабні бойові дії по звільненню країни. У вересні 1944 року переміщений на посаду мера Варшави (фактично до січня 1945 його повноваження поширювалися тільки на звільнену радянськими військами правобережну частину міста — Прагу).

### Перший повоєнний час і арешт
З 1945 року — член Центрального Комітету і член Політбюро ЦК Польської робітничої партії, а також заступник Міністра оборони Польщі по політичній роботі. У 1948 році при створенні Польської об'єднаної робітничої партії обрано членом її Центрального Комітету і членом Політбюро.
Став однією з жертв боротьби за лідерство в Польщі між Владиславом Гомулкою і Болеславом Берутом, що закінчилася перемогою останнього. Спочатку в квітні 1949 року переміщений на менш важливу посаду Міністра відновлення і будівництва Польщі. Уже в листопаді того ж року на Пленумі ЦК ПОРП звинувачений в націоналістичному ухилі, непокору лінії партії, виведений з Політбюро і відправлений на роботу архітектором в міське управління Вроцлава.
У травні 1950 заарештований, незабаром заарештували і Владислава Гомулку. У висновку піддавався тортурам, визнав себе винним у багатьох злочинах (шпигунство на користь Англії, націоналізм, правий ухил). Однак незабаром після смерті І. В. Сталіна, арешту Л. П. Берії і негласного засудження практики репресій в СРСР, Б. Берут відмовився від ідеї судового процесу над Гомулкою, Спихальським і іншими заарештованими по їх справі. У той же час він не міг їх звільнити з ув'язнення без шкоди для свого авторитету, оскільки його особиста роль в їх арешт була добре відома. Спихальський продовжував залишатися в ув'язненні без суду, хоча допити і тортури були припинені, а умови утримання покращилися.

### Реабілітація і робота на вищих постах
Через кілька днів після смерті Б. Берута в березні 1956 року Спихальський був звільнений і повністю реабілітований, а також відновлений у військовому званні. У жовтні того ж року його старий друг Владислав Гомулка прийшов до влади і став першим секретарем ЦК ПОРП. Спихальський негайно був введений до складу ЦК ПОРП і в Політбюро ЦК ПОРП, призначений заступником Міністра оборони Польщі — начальником Головного політичного управління Війська Польського. Через місяць, в листопаді 1956 року на категоричну вимогу Гомулки з Польщі був відкликаний міністр — маршал Польщі і Маршал Радянського Союзу К. К. Рокоссовський, і Спихальський був призначений на пост міністра оборони. 7 жовтня 1963 йому присовєне звання маршал Польщі (останній, кому було присвоєно це звання).
Під час Польської політичної кризи 1968 року М. Спихальський в квітні 1968 року був звільнений з посади міністра і призначений Головою Державної Ради Польщі (вищий виконавчий пост в державі). У 1970 році Гомулка був відсторонений від влади і вже в грудні М. Спихальський звільнений з посади голови Державної Ради, виведений з Політбюро ЦК ПОРП, а в 1971 році і зі складу ЦК.
Перебуваючи на пенсії, перебував в керівництві деяких громадських організацій, запрошувався на урочисті заходи. 
Помер 7 червня 1980 року в Варшаві. Похований з вищими державними почестями на цвинтарі Військове Повонзкі.
Рідний брат Юзеф Спихальський до 1939 року служив офіцером у Війську Польському, покинув країну після окупації Німеччиною в 1939 році. У 1942 році перекинутий в Польщу з Лондона і взяв активну участь в діяльності Армії крайової. При спробі арешту агентами гестапо чинив опір і загинув в перестрілці.